# Blissia glabra
Blissia glabra är en urinsektsart som beskrevs av Josef Rusek 1985. Blissia glabra ingår i släktet Blissia och familjen Isotomidae. Inga underarter finns listade.